# Scilloideae
Die Scilloideae sind eine Unterfamilie in der Familie der Spargelgewächse (Asparagaceae) innerhalb der Ordnung Spargelartige (Asparagales). Sie hat den Umfang der ehemaligen Familie Hyazinthengewächse (Hyacinthaceae).

## Beschreibung und Ökologie

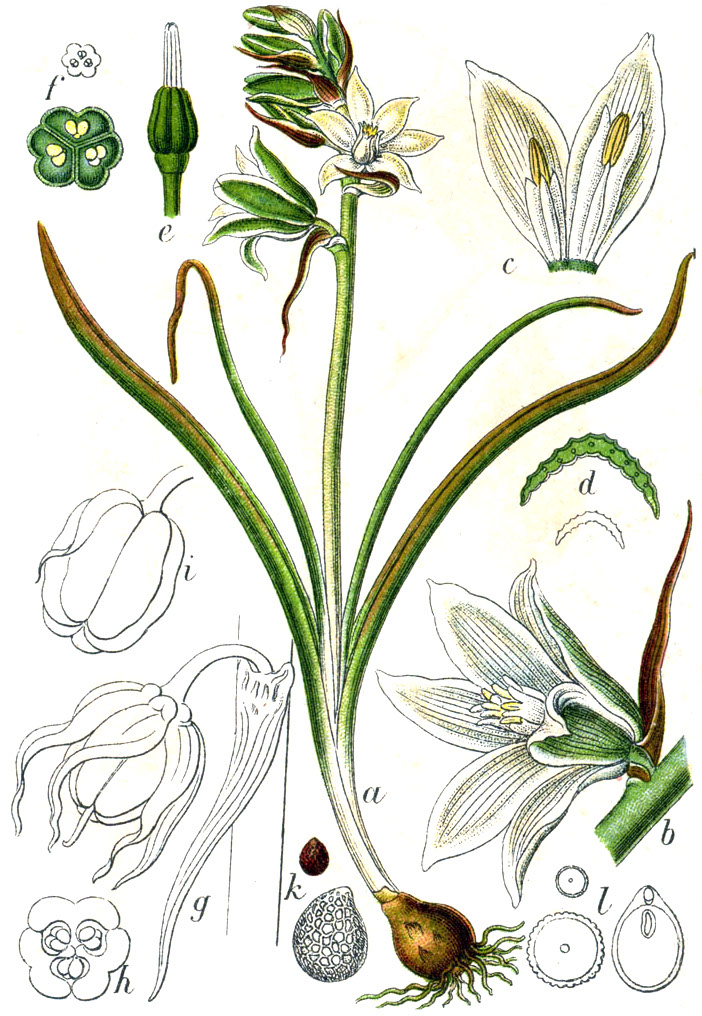
Illustration des Grünen Milchsternes (Honorius boucheanus, Syn.: Ornithogalum boucheanum)

### Habitus und Blätter
Es handelt sich um ausdauernde krautige Pflanzen. Sie bilden fast alle Zwiebeln, selten Rhizome als Überdauerungsorgane aus, die zwar bei diesen typischen Geophyten meist unterirdisch sind, aber es kommen auch bei einigen Arten Zwiebeln oberirdisch vor. Besonders die unterirdischen Pflanzenteile enthalten schleimigen Milchsaft.
Die meisten Arten der Scilloideae bevorzugen offene, sonnige Standorte mit trockenen und heißen Vegetationsperioden. Gebiete mit deutlichen Trockenzeiten beherbergen viele Arten. In den gemäßigten Gebieten wachsen sie als Frühjahrs-Geophyten in den sommergrünen Laubwäldern. Aber es gibt auch herbstblühende Arten (beispielsweise der Herbst-Blaustern Prospero autumnale). Nur wenige Arten (beispielsweise Rhadamanthus urgineoides aus Madagaskar) wachsen epiphytisch auf Bäumen in Regenwäldern. Im tropischen Tiefland gibt es kaum Arten. Sie sind meist saisonalgrün (beispielsweise nur in der Regenzeit oder nur im Frühjahr) oder seltener immergrün.

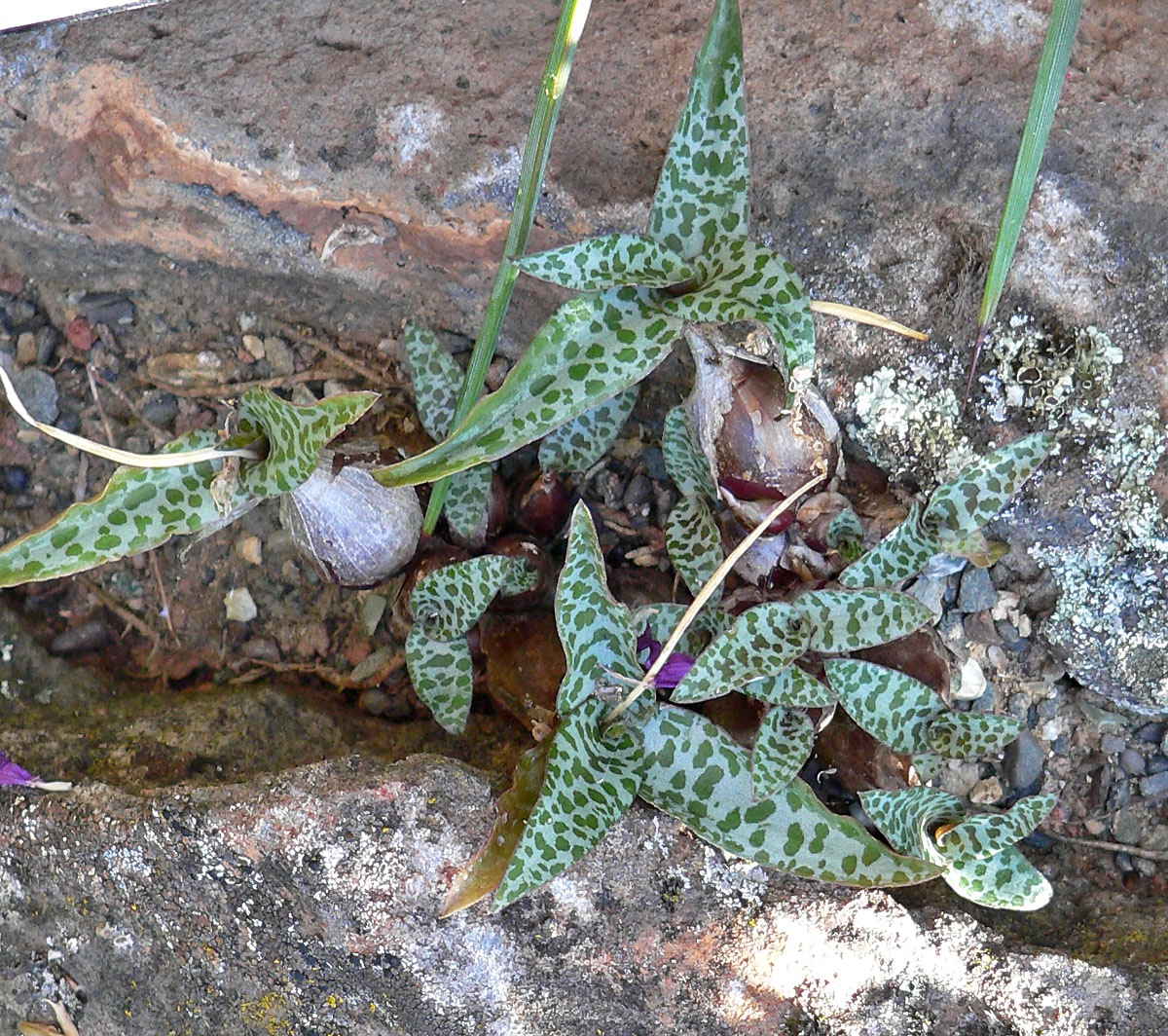
Gezeichnete Laubblätter von Ledebouria socialis

Die wechselständigen und meist spiralig oft in grundständigen Rosetten angeordneten Laubblätter stehen meist aufrecht nach oben, bei manchen Arten liegen sie aber flach am Boden. Die einfachen, ungestielten Laubblätter sind parallelnervig, ganzrandig und oft mehr oder weniger lanzettlich. Meist sind die unbehaarten Laubblätter einfarbig, aber manche Arten, besonders bei Ledebouria, Lachenalia und Eucomis sind auffällig dunkelgrün bis purpurfarben gezeichnet. Bei manchen Arten der Lachenalia und Massonia besitzt die Blattoberseite Warzen, Pusteln oder Haare. Bei wenigen Arten haben die Blätter eine abweichende Form: sehr schmal bis nadelförmig oder zylindrisch.

### Blütenstände und Blüten

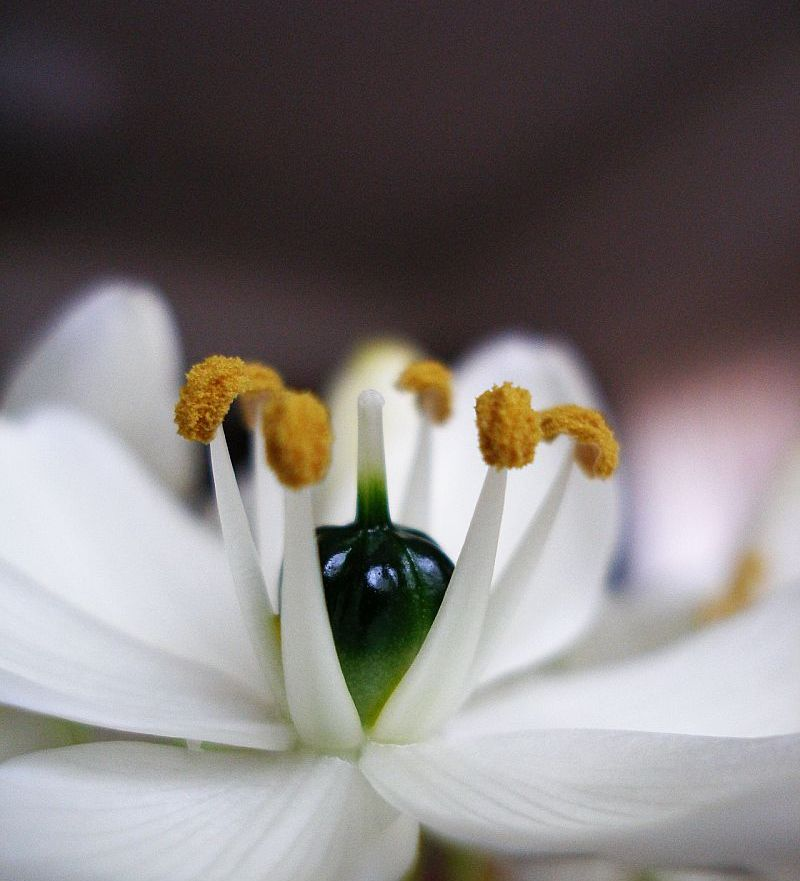
Oberständiger Fruchtknoten von Melomphis arabica

Meist ist ein unbeblätterter Blütenstandsschaft vorhanden. Die Blüten sind in endständigen, einfachen oder verzweigten, meist traubigen, selten ährigen oder, wenn die Blütenstandsachsen stark verkürzt sind, kopfig wirkenden Blütenständen zusammengefasst. Jede Blüte befindet sich in der Achsel eines großen bis winzigen Hochblattes. Bei einigen Gattungen wird ein zweites kleines Hochblatt an der Basis jeden Blütenstieles gebildet.
Die zwittrigen Blüten sind wie bei den meisten Einkeimblättrigen (Monokotyledonen) dreizählig und meist radiärsymmetrisch. Bei sehr wenigen Daubenya-Arten sind die unteren Blüten eines Blütenstandes mehr oder weniger zweilippig, also zygomorph. Die Blüten mancher Arten duften stark. Die Farben der Blütenhüllblätter reichen von grünlich bis gräulich, von weiß bis blau und von gelb über orange bis rot. Bei vielen Lachenalia-Arten sind die Blütenhüllblätter mehrfarbig, oft mit dunklen Spitzen. Es sind zwei Kreise mit je drei Blütenhüllblättern vorhanden; sie sind alle gleichgestaltig oder nur die eines Kreises sind gleich. Sie sind frei oder an ihrer Basis röhrig verwachsen. Es sind meist zwei (Ausnahme: die Arten der Gattung Albuca, dort fehlt ein Kreis) Kreise mit je drei freien Staubblättern vorhanden, meist sind alle Staubblätter fertil. Die Staubblätter können mit den Blütenhüllblättern verwachsen sein. Drei Fruchtblätter sind zu einem oberständigen Fruchtknoten verwachsen; nur bei Bowiea ist er halbunterständig. Der oberständige Fruchtknoten unterscheidet die Scilloideae von den ebenfalls zwiebelbildenden Amaryllidaceae. Es sind Septalnektarien vorhanden. Jede der drei Fruchtknotenkammern enthält im Zentrum einige bis viele Samenanlagen. Der Griffel ist einfach. Die Blüten der meisten Arten sind lange (einige Tage) haltbar, außer bei allen Drimia-Arten, bei denen sie nur wenige Stunden bis höchstens einen Tag haltbar sind.
Die Bestäubung erfolgt hauptsächlich durch Insekten und bei einigen Gattungen durch Vögel. Viele Arten werden durch solitärlebende Bienenarten bestäubt. Arten mit leuchtend gefärbten Blüten wie der Orangefarbene Milchstern (Eliokarmos dubius, Syn, Ornithogalum dubium) und Daubenya aurea werden von Käfern aus dem Tribus Hopliini der Rutelinae innerhalb der Scarabaeidae bestäubt. Die Arten der Gattung Dipcadi (die nach einigen Autoren zu der weit gefassten Gattung Ornithogalum gehören), sind an Bestäubung durch Motten adaptiert; ihre Blüten verströmen nachts einen starken Duft. Bei einigen Lachenalia-Arten und Daubenya-Arten erfolgt die Bestäubung durch Nektarvögel; diese Arten besitzen typischerweise rote bis orangefarbene, trompetenförmige Blüten, die reichlich Nektar sezernieren. Einige Massonia-Arten werden von Nagetieren (Rodentia) bestäubt.

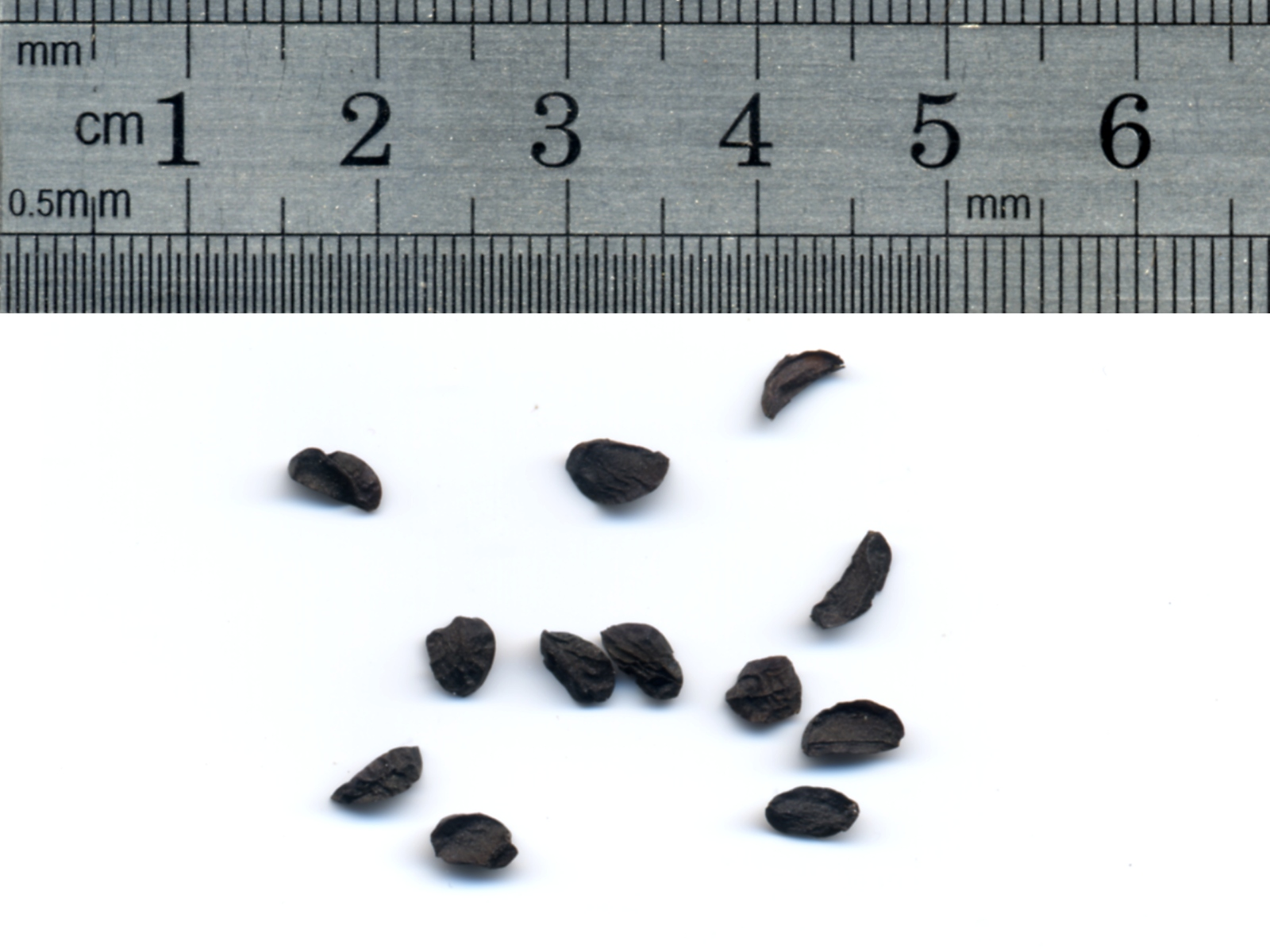
Samen von Stellarioides longebracteata (Syn. Ornithogalum caudatum).

### Früchte und Samen
Die trockenen Kapselfrüchte sind in der Form sehr variabel und öffnen sich dreiklappig. Meist sind die Samen durch Phytomelane schwarz. Die abgeflachten Samen der Tribus Urgineeae besitzen flügelartige Ränder und werden durch den Wind verbreitet. Die Tribus der Hyacintheae besitzt glatte und kugel- bis birnenförmige Samen.

## Verbreitung
Die Verbreitung ist hauptsächlich die Alte Welt. Die Zentren der Artenvielfalt sind die Capensis mit etwa 200 Arten, dort besonders in Winterregengebieten, und der Mittelmeerraum. Es gibt natürliche Vorkommen in ganz Europa bis zum Ural, in Afrika außer den Gebieten der Sahara und des tropischen Regenwaldes, auf der Arabischen Halbinsel, von Kleinasien bis zum Kaukasus, in Zentralasien, in Ostasien, auf dem Indischen Subkontinent und im Himalaja. Nur die Gattung Oziroë kommt in den südamerikanischen Anden vor.

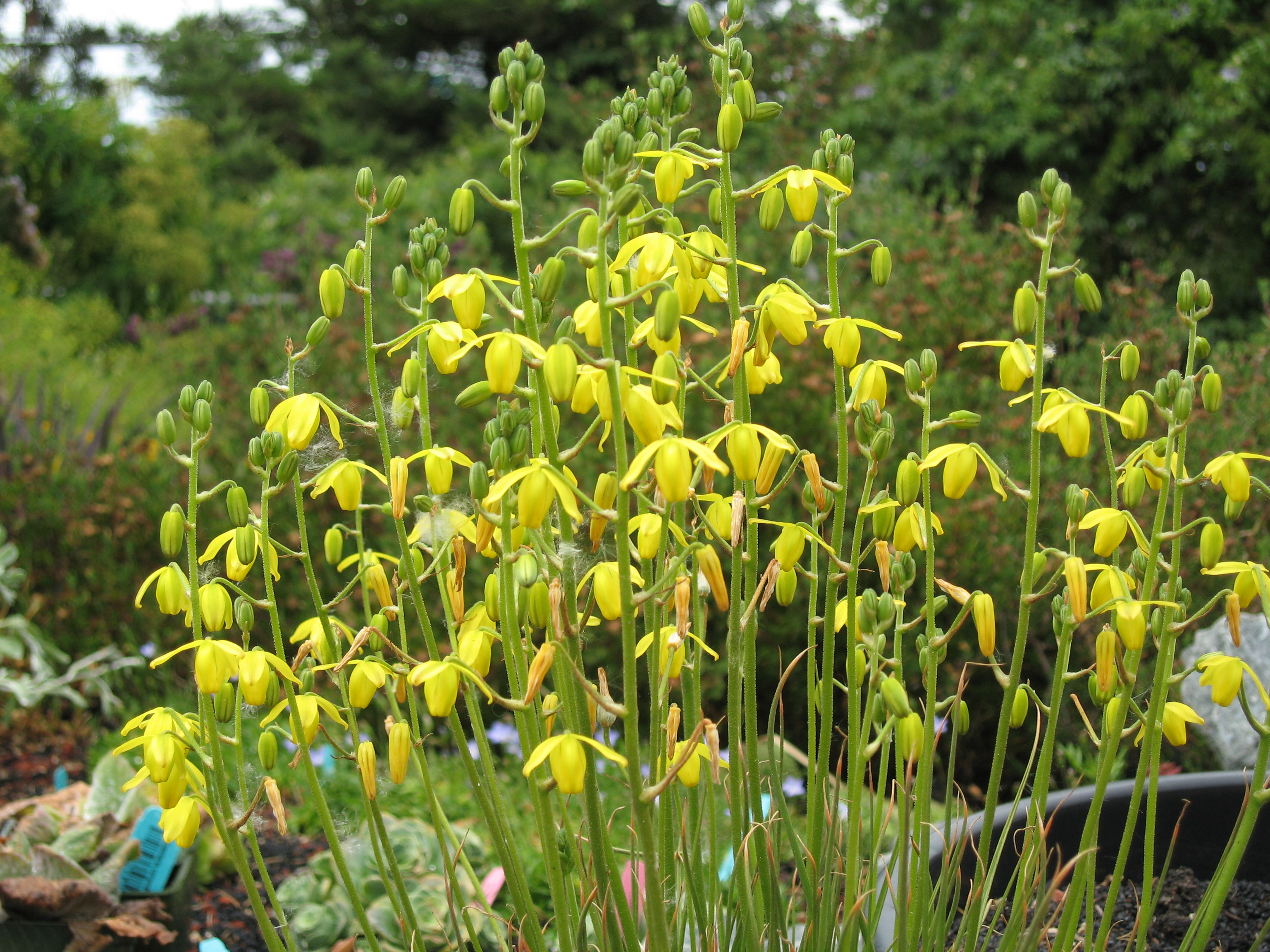
Tribus Ornithogaleae: Albuca shawii

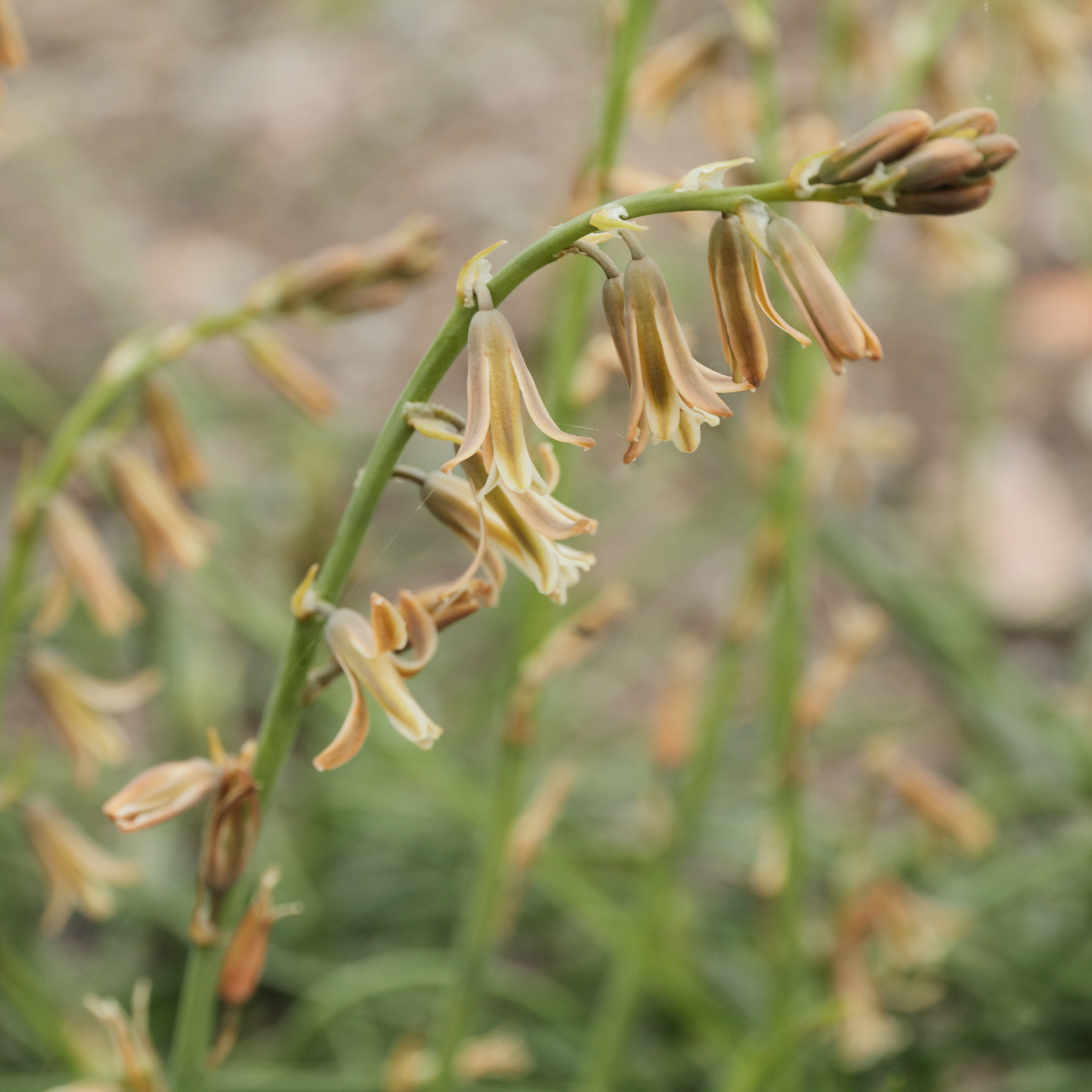
Tribus Ornithogaleae: Schweifblatt (Dipcadi serotinum)

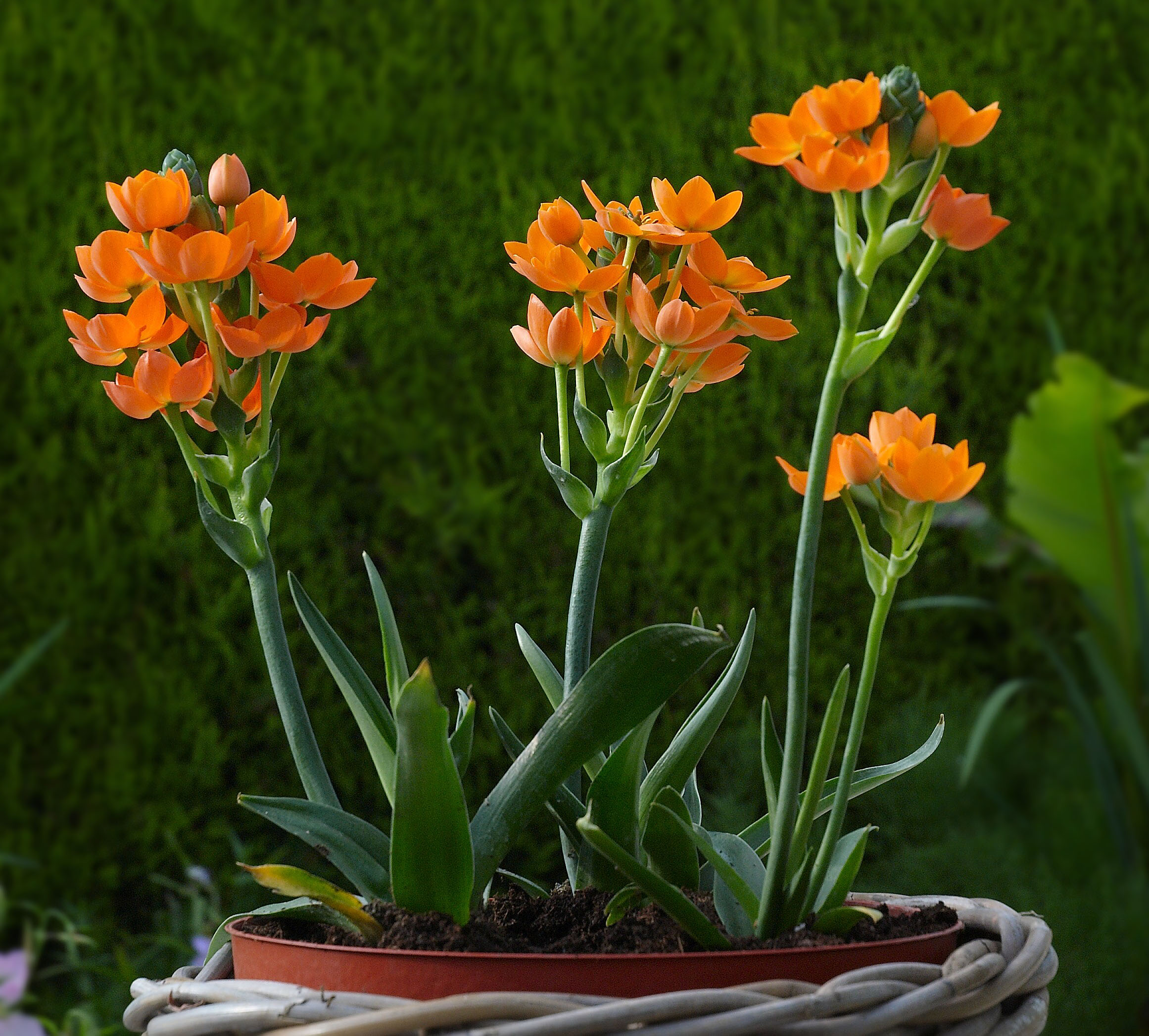
Tribus Ornithogaleae: Orangefarbener Milchstern (Eliokarmos dubius (Houtt.) Mart.-Azorín, M.B.Crespo & Juan)

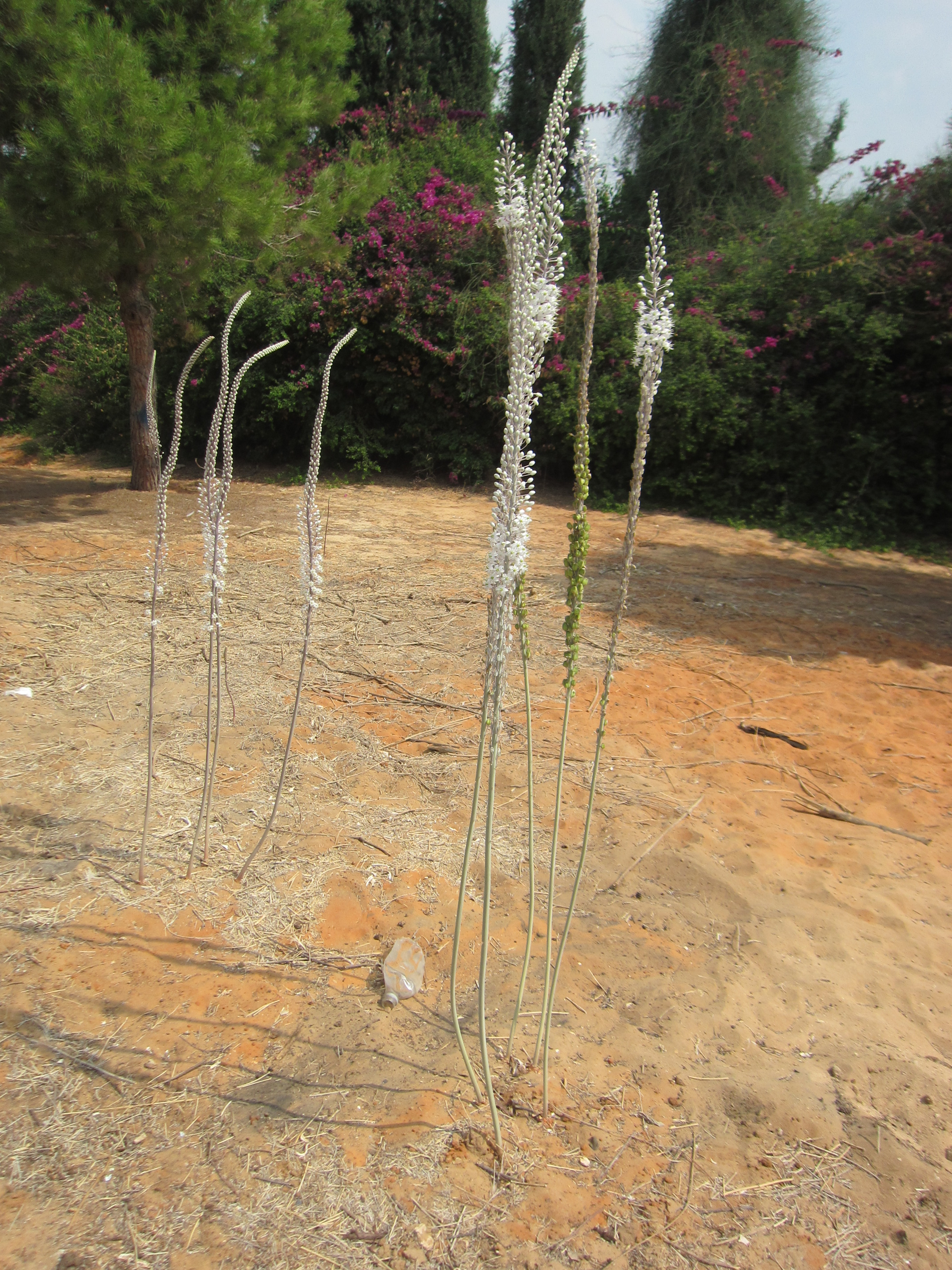
Tribus Urgineeae: Meerzwiebel (Drimia maritima)

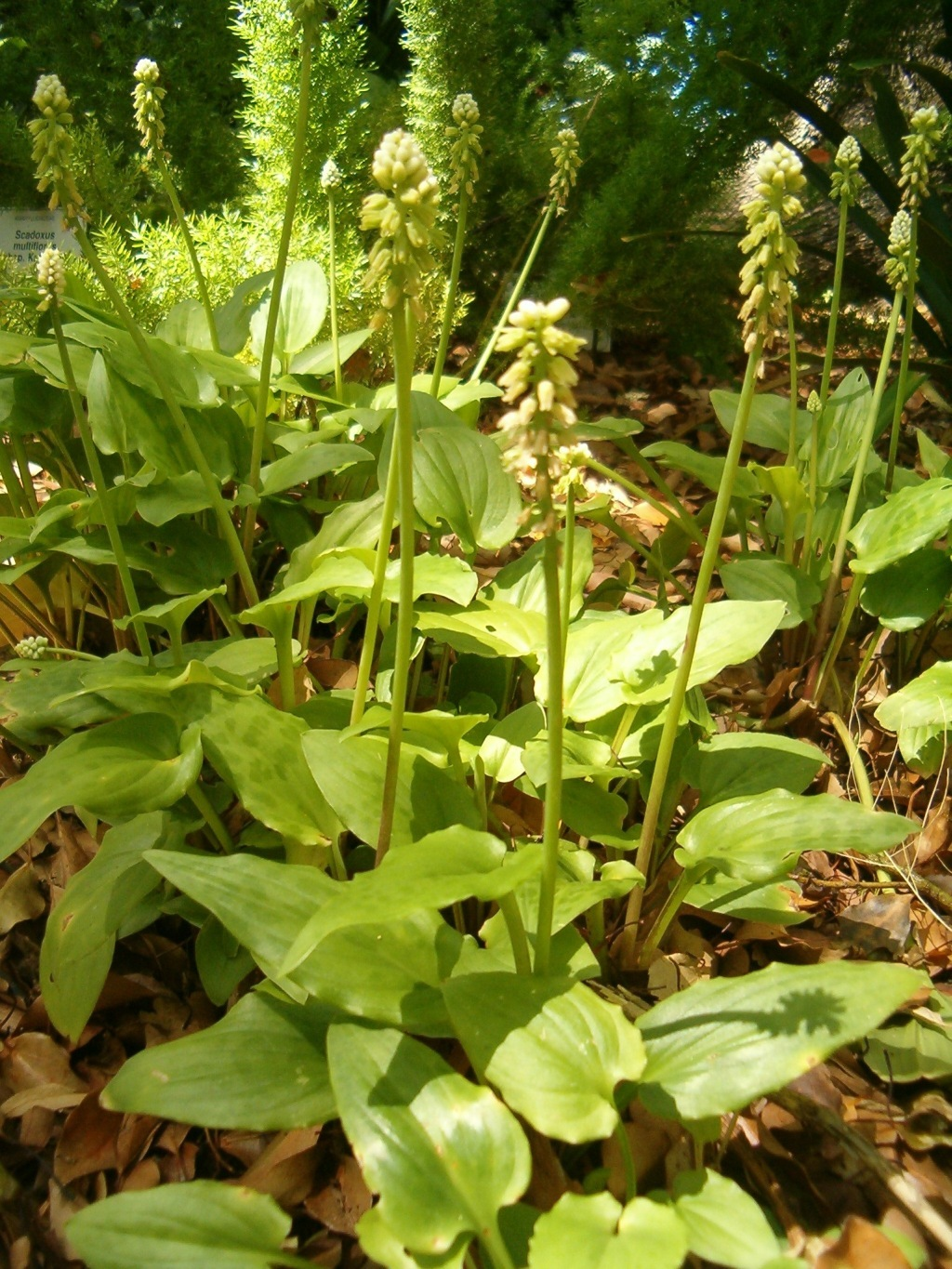
Tribus Hyacintheae: Drimiopsis maculata

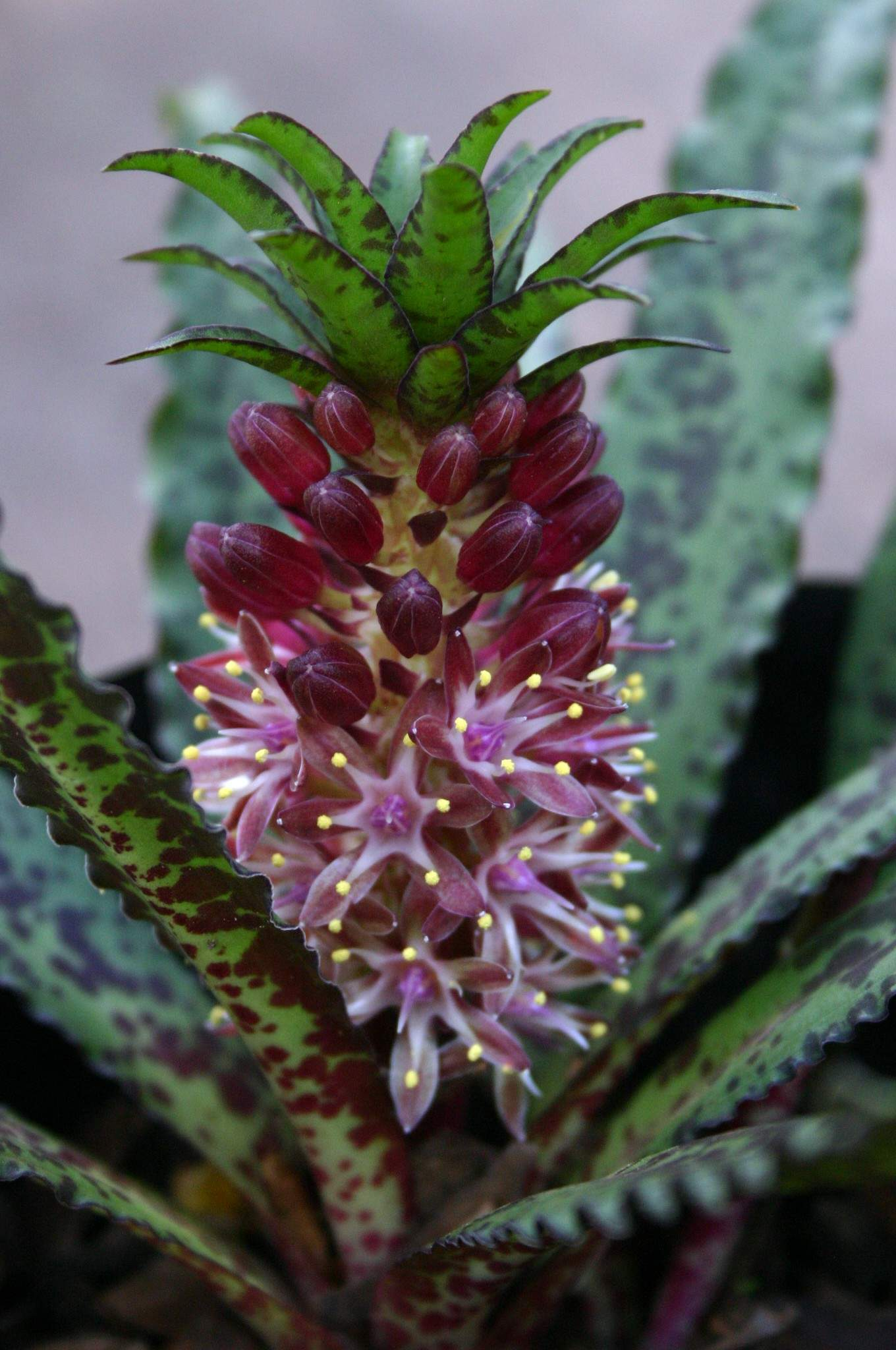
Tribus Hyacintheae: Eucomis vandermerwei

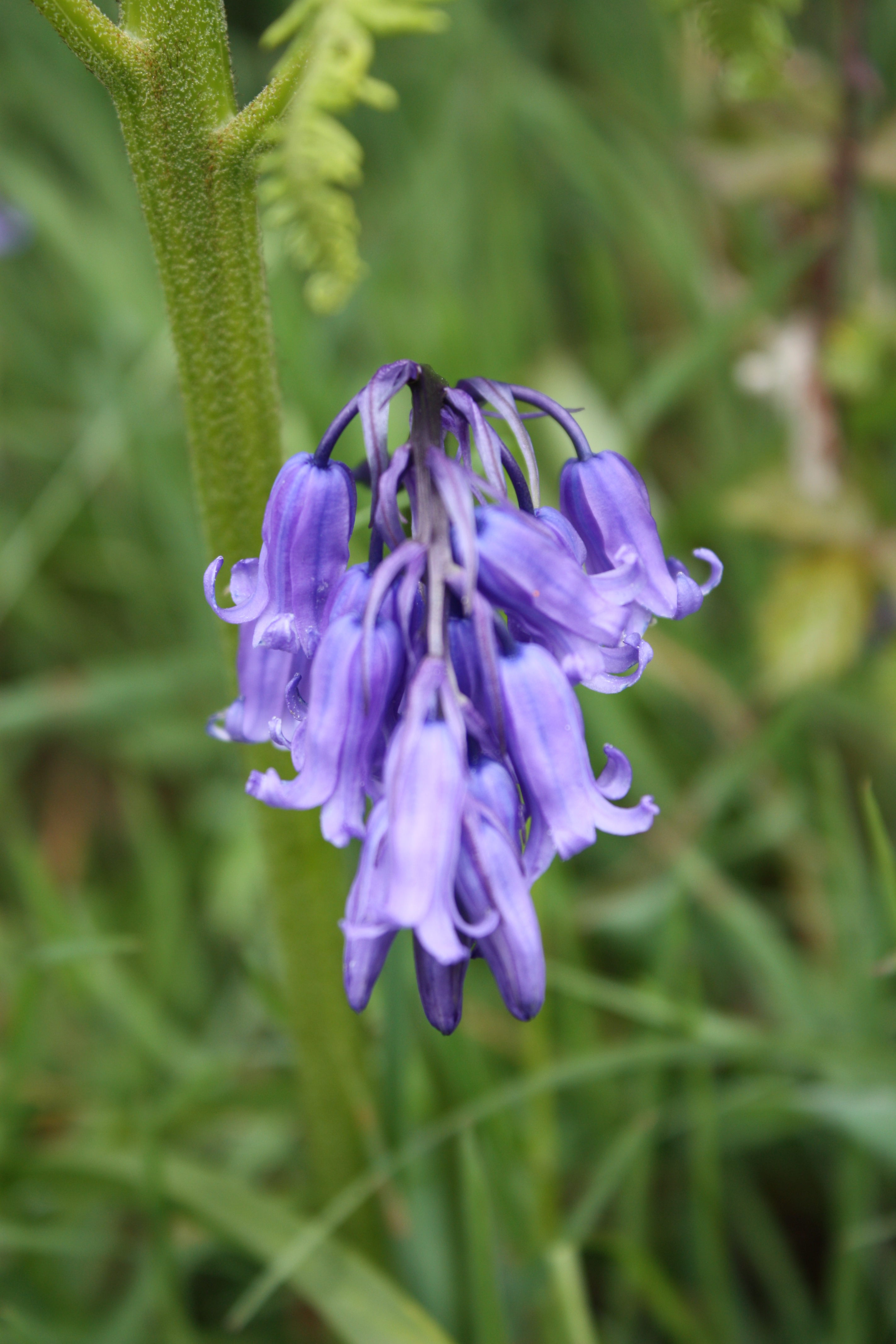
Tribus Hyacintheae: Atlantisches Hasenglöckchen (Hyacinthoides non-scripta)

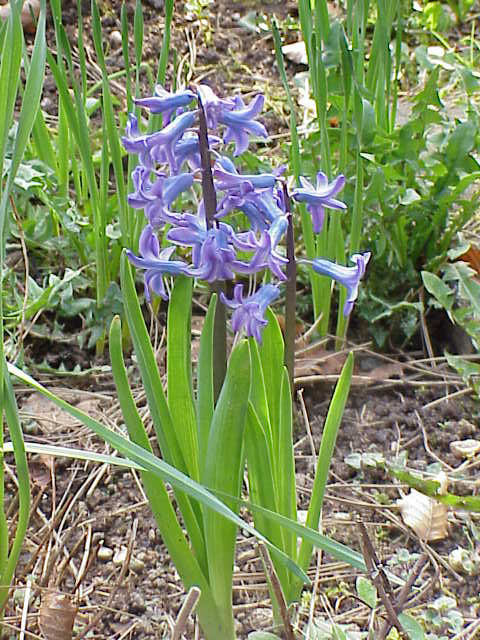
Tribus Hyacintheae: Hyazinthe (Hyacinthus orientalis)

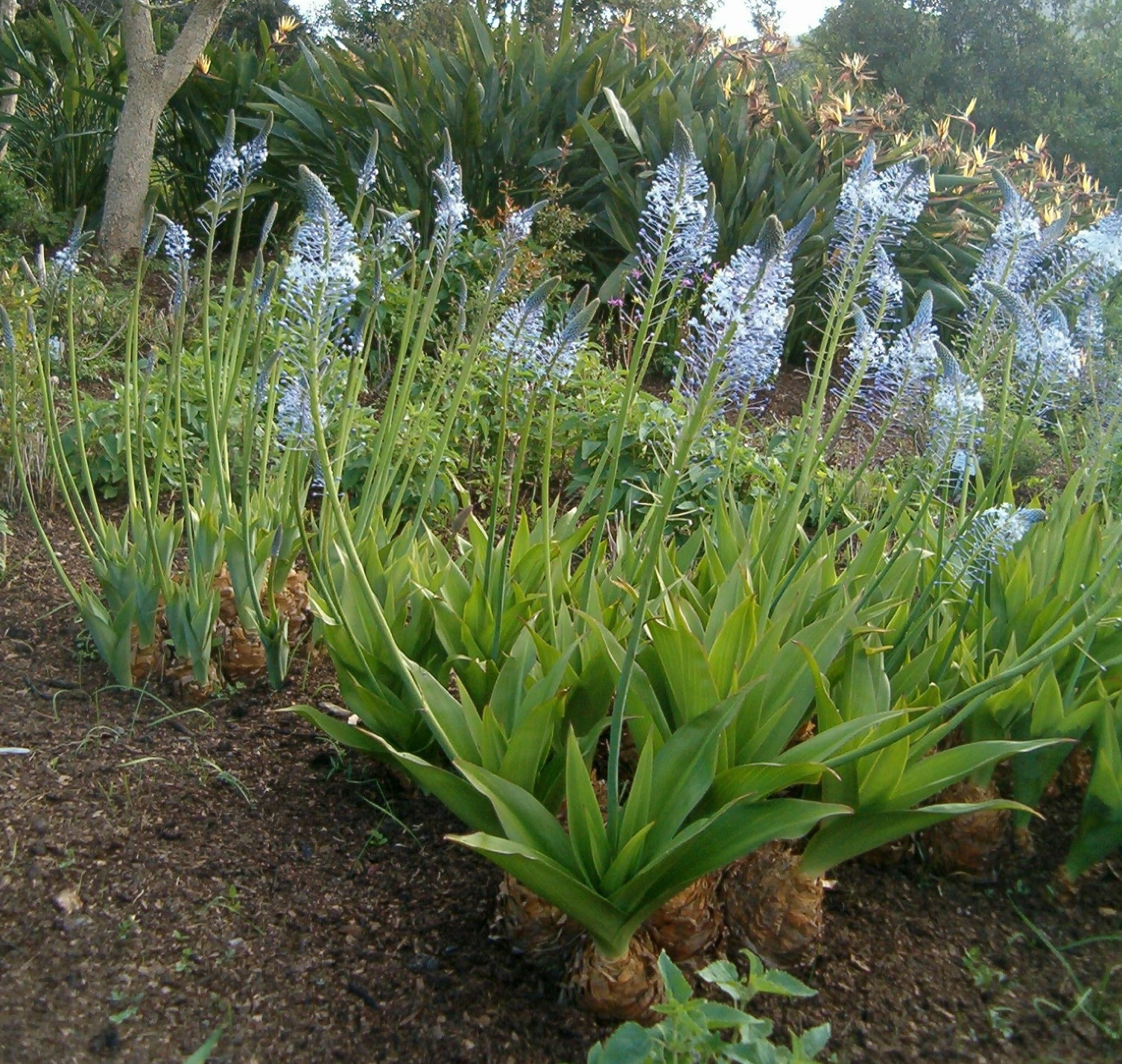
Tribus Hyacintheae: Merwilla plumbea

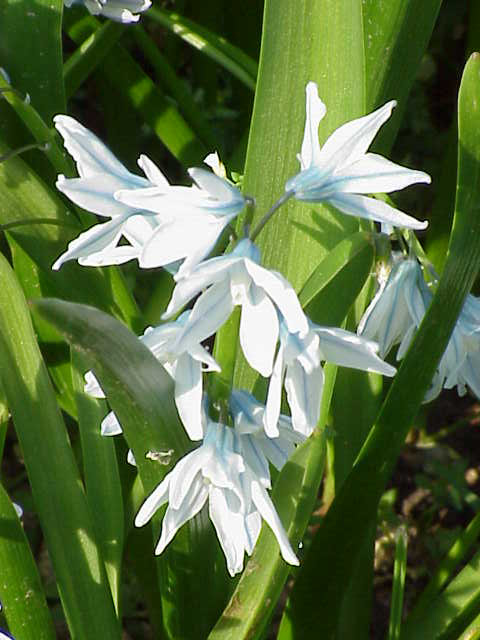
Tribus Hyacintheae: Puschkinie (Puschkinia scilloides)

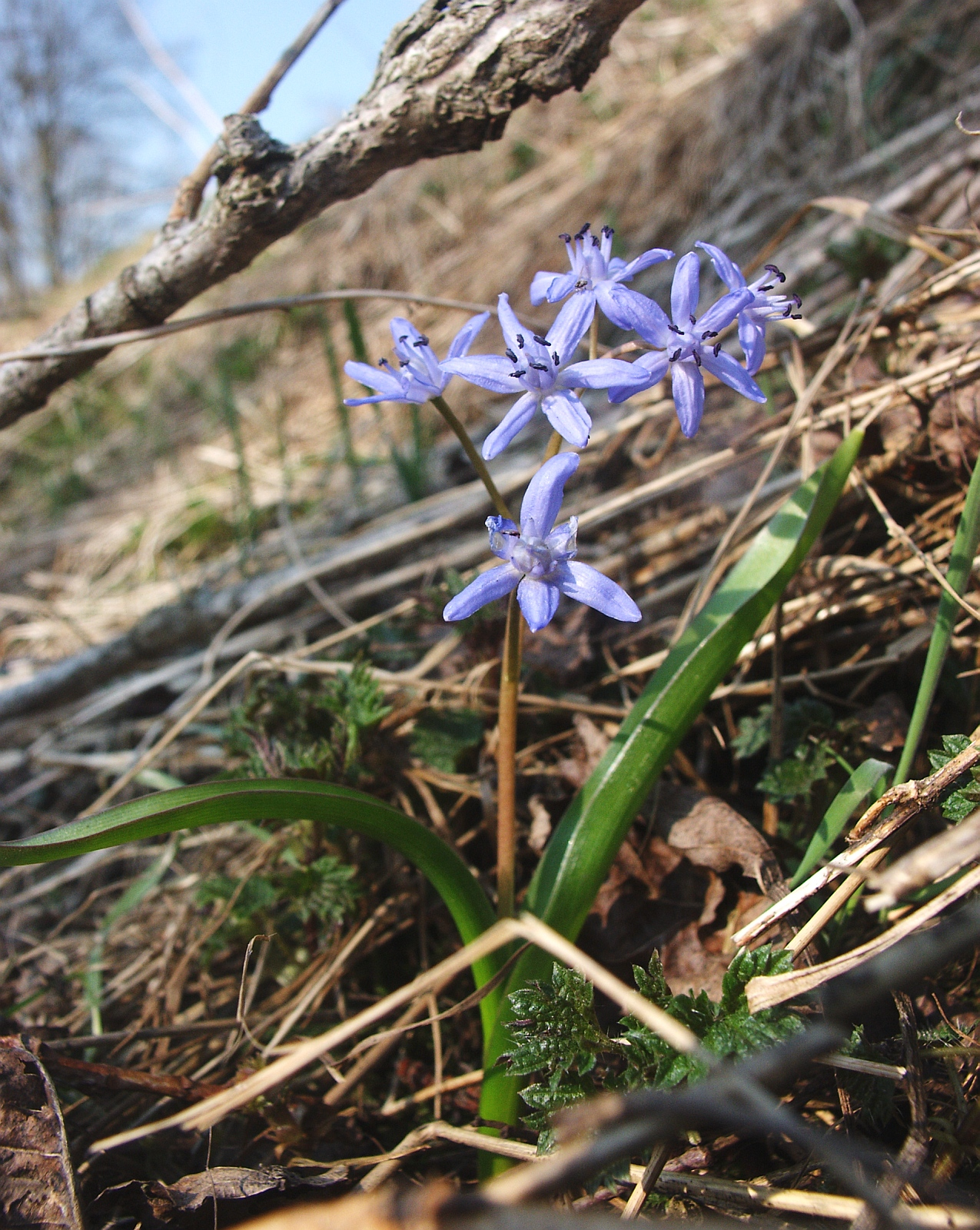
Tribus Hyacintheae: Zweiblättriger Blaustern (Scilla bifolia)

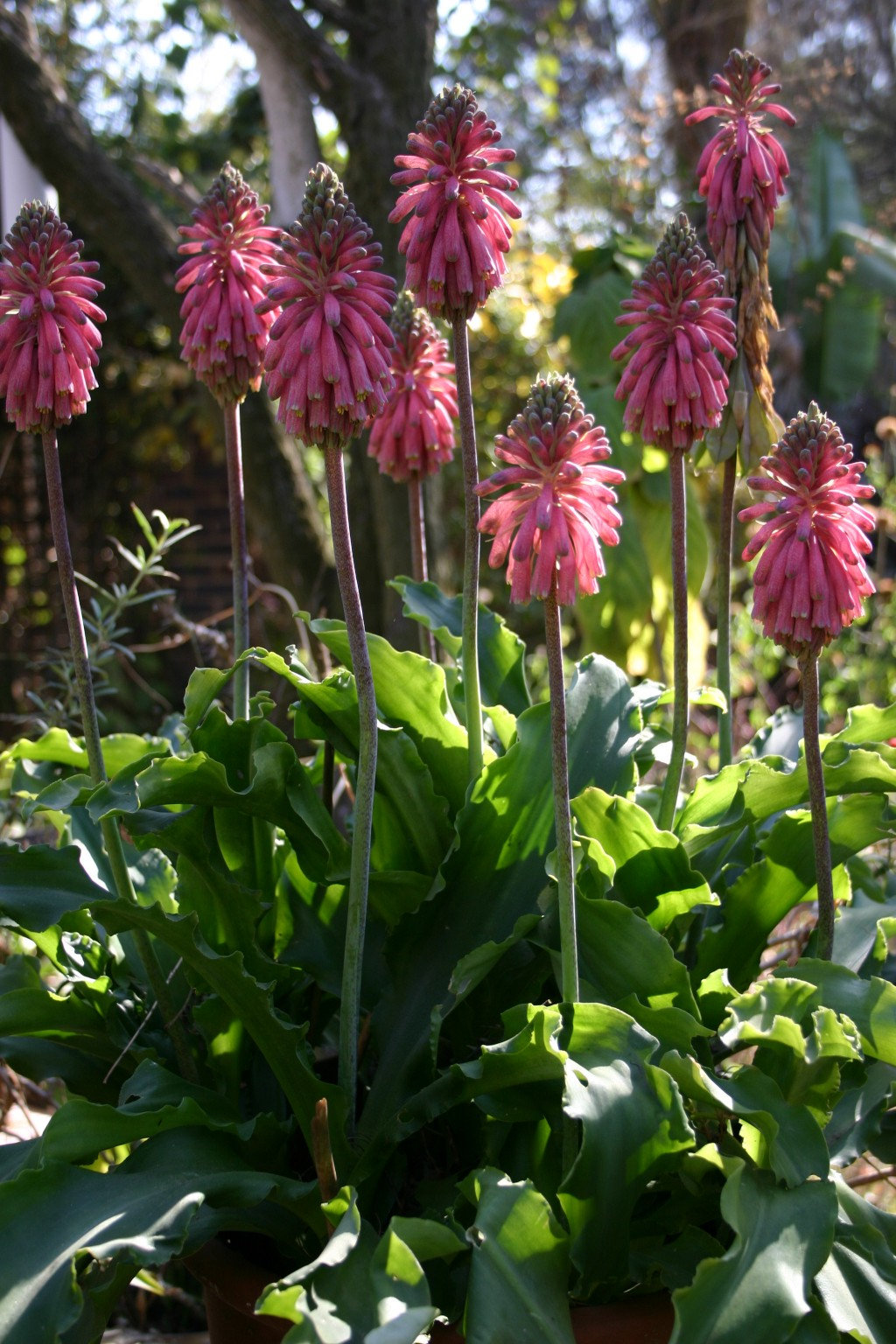
Tribus Hyacintheae: Kaplilie (Veltheimia bracteata)

## Systematik
Die Gattungsnamen Hyacinthus, Ornithogalum und Scilla wurden schon in der griechischen Antike verwendet. In Species Plantarum hat Carl von Linné 1753 diese drei Gattungen erstveröffentlicht.
Die Gruppe enthielt früher weniger Gattungen. Besonders seit den molekulargenetischen Untersuchungen erwiesen sich die weit gefassten alten Gattungen als paraphyletisch und mussten in viele kleinere Gattungen aufgeteilt werden, damit sie monophyletisch sind. Insgesamt konnten so monophyletische Gattungen und Tribus aufgestellt werden.
Die Verwandtschaftsgruppe um Drimia wurde seit etwa 1998 mehrfach wissenschaftlich bearbeitet und mehrmals unterschiedlich gegliedert. Bei Manning 2004 gab man Drimia s. l. den größten Umfang mit über 100 Arten. Von Speta (1998) waren sie in die 13 Gattungen Drimia Jacq. ex Willd. (mit zehn Arten), Meerzwiebel (Charybdis Speta), Urginea Steinh., Ebertia Speta, Fusifilum Raf., Litanthus Harv., Rhadamanthus Salisb., Rhadamanthopsis (Obermeyer) Speta, Schizobasis Baker, Tenicroa Raf., Thuranthos C.H.Wright, Urginavia Speta und Urgineopsis Compton. aufgeteilt worden. Diese kontroverse Diskussion wird wohl weiter geführt werden.
Die Hyazinthengewächse wurden als Familie durch Franz Speta (1998) und Martin Pfosser & Franz Speta (1999), in vier morphologisch schwer zu unterscheidende, aber molekulargenetisch eindeutig monophyletische Unterfamilien gegliedert und enthielten etwa 70 Gattungen mit rund 1000 Arten. Im Zuge der APG III wurde von Mark W. Chase, James L. Reveal und  Michael F. Fay (2009) die Familie Hyazinthengewächse (Hyacinthaceae) als Unterfamilie Scilloideae zur Familie Asparagaceae gestellt, wodurch die bisherigen Unterfamilien den Rang Tribus erhalten haben. Der Name Scilloideae ergibt sich aus der Prioritätsregel. Dieser Einordnung der Hyazinthengewächse in die Asparagaceae s. l. folgen nicht alle Wissenschaftler (beispielsweise Goldblatt et al. 2012).
Die neue Unterfamilie Scilloideae enthält vier Tribus mit den Gattungen:
- Tribus Oziroëeae M.W.Chase, Reveal & M.F.Fay: Sie enthält nur eine Gattung:

- Oziroë Raf.: Die etwa fünf Arten kommen im westlichen Südamerika in den Anden vor.

- Tribus Ornithogaleae Speta: Von Manning 2004[2] zu nur einer Gattung zusammengefasst, von Manning et al. 2009[7] in vier und bei Martínez-Azorín et al. 2011[8] in 19 Gattungen aufgegliedert:

- Albuca L. (Syn.: Igidia Speta): Die etwa 149 Arten kommen hauptsächlich im Südlichen Afrika und Ostafrika vor, aber auch bis Äthiopien und Saudi-Arabien sowie Tschad und Nigeria reichend.
- Avonsera Speta: Sie enthält nur eine Art:

- Avonsera convallarioides (H.Perrier) Speta: Sie ist in Madagaskar beheimatet.

- Battandiera Maire: Mit etwa acht Arten in ariden Gebieten des Südlichen Afrikas und Ostafrikas; dabei kommen sie nicht in der Capensis vor. Nur Battandiera amoena ist in Nordafrika beheimatet.
- Cathissa Salisb.: Sie enthält nur drei Arten auf der Iberischen Halbinsel und in Marokko.
- Coilonox Raf.: Sie enthält etwa 30 Arten in Winterregengebieten hauptsächlich im westlichen Südafrika, aber bis ins südliche Namibia reichend.
- Dipcadi Medik. (Syn.:  Zuccangnia Thunb. nom. rej., Uropetalon Burch. ex Ker Gawl. nom. superfl., Polemannia P.J.Bergius ex Schltdl., Baeoterpe Salisb., Tricharis Salisb.): Sie enthält etwa 40 Arten in Europa, Vorderasien, Nord-, Ostafrika, Südlichen Afrika, Socotra, Madagaskar und Indien.
- Eliokarmos Raf.: Die etwa 28 Arten kommen vom südlichen Namibia bis westlichen und südwestlichen Südafrika, hauptsächlich in Winterregengebieten vor. Sie werden aber auch zur Gattung Ornithogalum gestellt. Hierher gehört beispielsweise:

- Orangefarbener Milchstern (Eliokarmos dubius (Houtt.) Mart.-Azorín, M.B.Crespo & Juan, Syn.: Ornithogalum dubium Houtt.)

- Elsiea F.M.Leight.: Sie enthält nur eine Art:

- Elsiea corymbosa F.M.Leight.: Sie gedeiht in Bergregionen des südwestlichen Südafrikas.

- Ethesia Raf.: Die etwa vier Arten kommen im südlichen Namibia und ariden Gebieten des westlichen und zentralen Südafrikas vor.
- Galtonia Decne.: Die etwa fünf Arten kommen in gemäßigten und subtropischen Gebieten des östlichen Südafrikas und Eswatinis vor, einschließlich:

- Riesen-Chincherinchee (Galtonia saundersiae (Baker) Mart.-Azorín, M.B.Crespo & Juan, Syn.: Zahariadia saundersiae (Baker) Speta, Ornithogalum saundersiae Baker).

- Honorius Gray: Die etwa acht Arten kommen in Südosteuropa und in Vorderasien vor, beispielsweise:

- Grüner Milchstern (Honorius boucheanus (Kunth) Holub, Syn.: Ornithogalum boucheanum (Kunth) Asch.)
- Nickender Milchstern (Honorius nutans (L.) Gray, Syn.:Ornithogalum nutans L.)

- Loncomelos Raf.: Sie enthält etwa 20 Arten im Mittelmeerraum.
- Melomphis Raf.: Sie enthält nur drei Arten im Mittelmeerraum und in Vorderasien.
- Neopatersonia Schönland: Sie enthält etwa vier Arten in den südwestlichen und südlichen Teilen Südafrikas.
- Nicipe Raf.: Sie enthält etwa 44 Arten hauptsächlich im südlichen und östlichen Afrika, aber nach Norden endet das Verbreitungsgebiet an der Sahara.
- Milchsterne (Ornithogalum L.): Sie hat früher bis zu 200 Arten enthalten, heute sind es etwa 50 Arten in Europa, Vorderasien bis Afghanistan und in Nordafrika.
- Pseudogaltonia (Kuntze) Engl. (Syn.: Lindneria T.Durand & Lubbers): Sie enthält nur zwei Arten in Botswana, Namibia und nordwestlichen Südafrika.
- Stellarioides Medik.: Sie enthält etwa 30 Arten in gemäßigten und subtropischen Gebieten des Südlichen Afrikas, aber bis Äthiopien reichend. Nur Stellarioides sessiliflora ist in Algerien und Marokko beheimatet.
- Trimelopter Raf.: Sie enthält etwa zehn Arten hauptsächlich im südlichen Namibia sowie westlichen Südafrika, aber bis ins zentrale und nordöstliche Südafrika reichend.

- Tribus Urgineeae:

- Bowiea Harv. ex Hook. f.: Es ist nur noch eine Art statt früher zwei Arten, da wohl Bowiea kilimandscharica Mildbr. ein Synonym von Bowiea volubilis Harv. ex Hook. f. ist.

- Drimia Jacq. ex Willd. s. l. (Syn.: Aulostemon Mart.-Azorín et al., Boosia Speta, Charybdis Speta, Duthiea Speta, Ebertia Speta, Geschollia Speta, Idothea Kunth, Idothearia C.Presl, Indurgia Speta, Ledurgia Speta, Litanthus Harv., Mucinea M.Pinter et  al., Pilasia Raf., Rhadamanthopsis (Oberm.) Speta, Rhadamanthus Salisb., Rhodocodon Baker, Sagittanthera Mart.-Azorín et al., Schizobasis Baker, Sekanama Speta, Squilla Steinh., Strepsiphyla Raf., Sypharissa Salisb., Tenicroa Raf., Thuranthos C.H.Wright, Urginavia Speta, Urginea Steinh., Urgineopsis Compton): Sie enthält etwa 110 Arten (Stand 2018/2019), von denen einige Arten selten bis gefährdet sind. Sie ist in Afrika, Madagaskar, im Mittelmeerraum und auf dem Indischen Subkontinent verbreitet. Die meisten (etwa 93) Arten kommen in Afrika vor. Im südlichen Afrika kommen etwa 70 Arten vor, 61 davon nur dort. Nur etwa acht Arten kommen in Indien vor. Die Gattung Drima wird bei Manning et al. 2018 in 20 Sektionen gegliedert. Zu dieser Gattung gehören:

- Drimia anomala (Baker) Baker
- Drimia haworthioides Baker
- Weiße Meerzwiebel (Drimia maritima (L.) Stearn)
- Drimia media Jacq. ex Willd.

- Fusifilum Raf. (Syn.: Physodia Salisb.): Die etwa 15 Arten kommen im südlichen Afrika vor.
- Schizobasis Baker (Syn.: Adenotheca Welw. ex Baker): Die etwa vier Arten kommen im südlichen Afrika vor.

- Tribus Hyacintheae (einschließlich Tribus Pseudoprospereae Speta und Massonieae Baker):

- Pseudoprospero Speta: Sie enthält nur eine Art:
  - Pseudoprospero firmifolium (Baker) Speta: Sie kommt im östlichen Südafrika vor.

- Daubenya Lindl. (inklusive Amphisiphon W.F.Barker, Androsiphon Schltr., Neobakeria Schltr.): Sie enthält etwa acht Arten in der Capensis.
- Drimiopsis Lindl. & Paxton: Die etwa 14 Arten kommen im südlichen und östlichen Afrika vor.
- Schopflilien (Eucomis L'Hér.): Sie enthält etwa zehn Arten vom südlichen tropischen Afrika bis Südafrika.
- Kaphyazinthen (Lachenalia J.Jacq. ex Murray, Syn.: Brachyscypha Baker, Chloriza Salisb., Coelanthus Willd. ex Schult. & Schult. f., Dipcadioides Medik., Himas Salisb., Manlilia Salisb., Monoestes Salisb., Orchiastrum Lem. nom. illeg., Orchiops Salisb., Periboea Kunth, Platyestes Salisb., Polyanthes Jacq., Polyxena Kunth, Scillopsis Lem., Sugillaria Salisb., Triallosia Raf.): Sie enthält seit 2004 etwa 110 Arten.
- Ledebouria Roth (Syn.: Eratobotrys Fenzl ex Endl., Xeodolon Salisb.): Sie enthält etwa 59 Arten. Sie kommen im tropischen und südlichen Afrika, auf der Arabischen Halbinsel, in Madagaskar, Indien und Sri Lanka vor.
- Massonia Thunb. ex Houtt.: Die etwa 13 Arten kommen in den Trockengebieten des südlichen Afrikas vor.
- Merwilla Speta: Die etwa drei Arten kommen im südlichen Afrika vor.
- Schizocarphus Van der Merwe: Sie enthält nur eine Art:

- Schizocarphus nervosus (Burch.) Van der Merwe: Sie kommt in Botswana, Namibia, Eswatini und in der südafrikanischen Provinzen: Ostkap, Free State, Gauteng, KwaZulu-Natal, Limpopo, Mpumalanga sowie Nordwest vor.

- Spetaea Wetschnig & Pfosser: Sie enthält nur eine Art:
  - Spetaea lachenaliiflora Wetschnig & Pfosser: Es gibt nur zwei Populationen am Du Toit’s Kloof und Bain’s Kloof im Westkap.

- Kaplilien  (Veltheimia Gled.): Sie enthält nur zwei Arten, die im westlichen und südlichen Südafrika vorkommen.
- Alrawia (Wendelbo) K.M.Perss. & Wendelbo: Die nur zwei Arten kommen im Irak und Iran vor.
- Barnardia Lindl.: Von den nur zwei Arten kommt eine im gemäßigten Ostasien und eine auf den Balearen und in Nordafrika vor. Hierher gehört:
  - Ostasiatischer Blaustern (Barnardia japonica (Thunb.) Schult. & Schult. f., Syn.: Scilla scilloides (Lindl.) Druce)

- Bellevalia Lapeyr.: Sie enthält etwa 45 bis 50 Arten. Sie kommen vom Mittelmeerraum bis Zentralasien vor.
- Brimeura Salisb.: Sie enthält nur drei Arten, die in Südwesteuropa vorkommen. Darunter beispielsweise:
  - Hellblaue Wiesenhyazinthe (Brimeura amethystina (L.) Chouard): Sie kommt in den Pyrenäen und vielleicht auch im früheren Jugoslawien vor.

- Fessia Speta: Sie enthält etwa elf Arten, die früher zu Scilla gestellt wurden.
- Hyacinthella Schur: Sie enthält etwa 17 Arten, beispielsweise:
  - Bleiches Hyazinthchen (Hyacinthella leucophaea (K.Koch) Schur): Es kommt in Südost- und Osteuropa vor.

- Hasenglöckchen (Hyacinthoides Heist. ex Fabr., Syn.: Endymion Dumort.): Sie enthält seit 2009 etwa neun Arten.
- Hyazinthen (Hyacinthus L.): Sie enthält etwa drei Arten, die von der südlichen Türkei bis zum nördlichen Israel vorkommen.
- Traubenhyazinthen (Muscari Mill., Syn.: Pseudomuscari Garbari & Greuter): Die 41 bis 60 Arten kommen in Europa und vom Mittelmeerraum bis Zentralasien vor.
- Prospero Salisb.: Sie kommt mit etwa zwölf Arten vom nordwestlichen Europa über den Mittelmeerraum bis zum Kaukasusraum vor.
- Puschkinia Adams: Sie enthält seit 2014 drei Arten:
  - Puschkinia bilgineri Yildirim: Sie wurde 2014 aus der Türkei im östlichen Anatolien erstbeschrieben.
  - Puschkinia peshmenii Rix & B.Mathew: Sie wurde 2009 erstbeschrieben und kommt in der Türkei sowie im Iran vor.
  - Puschkinie (Puschkinia scilloides Adams): Sie kommt von der südöstlichen Türkei über den nördlichen Kaukasusraum und den Libanon, Syrien und Irak bis zum nördlichen Iran vor.

- Blausterne (Scilla L.), Syn.: Sternhyazinthen (Chionodoxa Boiss.), Stellaris Fabr. nom. superfl., Stellaster Heist. ex Fabr. nom. superfl., Helonias Adans. nom. illeg., Lilio-Hyacinthus Ortega, Epimenidion Raf., Ioncomelos Raf. orth. var., Lagocodes Raf., Oncostema Raf., Tractema Raf., Genlisa Raf., Nectaroscilla Parl., Adenoscilla Gren. & Godr., Basaltogeton Salisb., Hylomenes Salisb., Monocallis Salisb., Othocallis Salisb., Petranthe Salisb., Rinopodium Salisb., Caloscilla Jord. & Fourr., Apsanthea Jord., Autonoe (Webb & Berthel.) Speta, Chouardia Speta, Pfosseria Speta, Schnarfia Speta: Sie enthielt früher etwa 30 oder je nach Autor etwa 81 Arten. Die Gattung umfasst nur noch die nächste Verwandtschaft des Zweiblättrigen Blausterns (Scilla bifolia) und die davon abgeleiteten Sternhyazinthen. Das Verbreitungsgebiet reicht im Mittelmeergebiet von Italien über die Balkanhalbinsel bis zum Kaukasusraum, zur Mitte Anatoliens und bis Zypern. Alle Arten der Capensis, die früher hier eingeordnet waren, wurden in mehrere kleine, neue (beispielsweise Merwilla, Spetaea) Gattungen oder zu Ledebouria gestellt (John Manning). Auch die meisten eurasischen Arten wurden ausgegliedert.
- Zagrosia Speta: Sie enthält nur eine Art:

- Zagrosia persica (Hausskn.) Speta: Sie kommt in der südöstlichen Türkei, im Irak und Iran vor.

## Nutzung, Inhaltsstoffe und Geschichte
Die Weiße Meerzwiebel (Drimia maritima) wurde schon in antiker Zeit medizinisch genutzt.
Einige südafrikanische Arten wie Eliokarmos thyrsoides, Ledebouria cooperi, Ledebouria inguinata, Ledebouria ovatifolia, Ledebouria revoluta, Gaulteria saundersiae und einige Arten der Urgineeae sind für Weidevieh giftig. Die giftigen Scilliroside (auch ein Bufadienolid) werden als Rattengift verwendet.
Oft sind mit Schleim und Oxalatraphiden gefüllte Idioblasten vorhanden.
Nur wenige Arten der Scilloideae dienen als menschliche Nahrung. In Griechenland werden die Zwiebeln von Muscari comosum eingelegt gegessen und in Frankreich werde die Blütenstände von Loncomelos pyrenaicus als Gemüse gegessen. In Afrika essen die San Zwiebeln von Ledebouria apertiflora und Ledebouria revoluta.
Viele Arten und ihre Sorten werden als Zierpflanzen in Parks, Gärten, Balkon, als Zimmerpflanzen und als Schnittblumen verwendet. Arten und ihre Sorten aus den Gattungen Chouardia, Hyacinthoides, Hyacinthus, Muscari, Othocallis, Puschkinia und Scilla sind Frühjahrsblüher der Nordhalbkugel, sie wurden in Parks und Gärten angepflanzt und neigen zum Verwildern. In Südafrika und anderen ariden Gebieten werden Arten von beispielsweise Eucomis, Galtonia, Veltheimia in Parks und Gärten angepflanzt. Beispielsweise Eliokarmos thyrsoides und verwandte Arten sind Schnittblumen.

## Weitere Literatur
- P. Goldblatt, J. C. Manning, F. Forest: A review of chromosome cytology in Hyacinthaceae subfamilies Urgineoideae and Hyacinthoideae (tribes Hyacintheae, Massonieae, Pseudoprospereae) in sub-Saharan Africa. In: South African Journal of Botany. Band 83, 2012, S. 134–144 (doi:10.1016/j.sajb.2012.07.023).